# Lista de municípios da Comunidade Valenciana

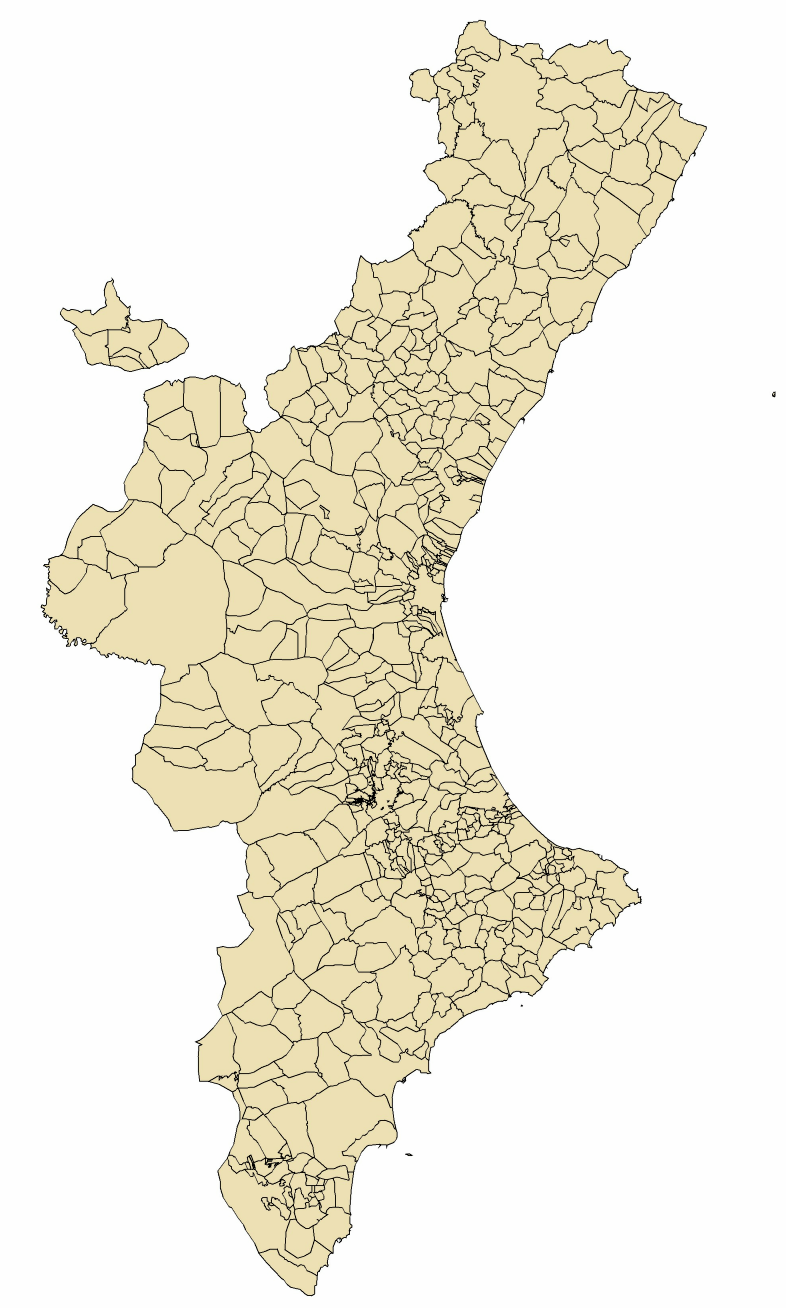
Mapa municipal da Comunidade Valenciana (Espanha). 2003

- Municípios de Alicante
- Municípios de Castellón
- Municípios de Valencia